# جامعة واشنطن مدرسة الطب
جامعة واشنطن مدرسة الطب (بالإنجليزية: University of Washington School of Medicine)‏ هي إحدى الكليات لتدريس الطب في الولايات المتحدة الأمريكية. تقع في مدينة سياتل في ولاية واشنطن الأمريكية. نوع الشهادة الطبية التي يتم تحصيلها هناك هي دكتور في الطب.